# Soundmixshow
De Soundmixshow is een internationaal televisieprogramma waarin deelnemers live een nummer van een beroepsartiest kunnen nazingen. Het is voor het eerst in Nederland uitgezonden, maar is door het grote succes intussen in veel andere landen overgenomen. Dit resulteerde dan in een jaarlijkse Europese Soundmixfinale die in veel landen, waaronder Nederland werd uitgezonden. Dit was een speciale editie van de Soundmixshow, opgenomen in het decor van de Nederlandse editie en gepresenteerd door Henny Huisman, waarin de winnaars van alle Soundmixshows uit de verschillende landen streden om de Europese Soundmixtitel.

## Nederland
De Nederlandse Soundmixshow werd gepresenteerd door Henny Huisman, die daarvoor succes had met de Playback show. Dat programma was vrijwel hetzelfde van opzet als de Soundmixshow, maar de deelnemers hoefden niet zelf te zingen. Het programma werd uitgezonden door de KRO en later door RTL 4.
Een driekoppige jury van professionals beoordeelt de prestaties van de deelnemers. Al vanaf het begin had Jacques d'Ancona zitting in die jury, samen met Hans van Eijck. Ook Barrie Stevens maakte lang deel uit van de serie.
In 2002 kwam er plotseling een einde aan het programma. Nog hetzelfde jaar werd het opgevolgd door een nieuwe show, Idols.

### Succesvolle artiesten
- Gerard Joling (1985)
- René Shuman (1986)
- Petra Berger (1987)
- Desray (Désirée Manders) (1988)
- Helmut Lotti (1989)
- Marco Borsato (1990)
- Glennis Grace (1994)
- Tooske Ragas (1995)
- Edsilia Rombley (1996)
- Erna Hemming (1999)
- Tino Martin (2002)

### Lijst van winnaars
| Jaar | Artiest            | Originele uitvoerende                             | Lied                          | Aanvullende informatie |
| ---- | ------------------ | ------------------------------------------------- | ----------------------------- | --- |
| 1985 | Angel Wynton       | Dolly Parton                                      | Jolene                        | |
| 1985 | Glenda Peters      | Randy Crawford                                    | One Day I'll Fly Away         | Gerard Joling werd derde dit jaar. Georgie Davis nam ook deel aan deze editie. |
| 1986 | Frank Ashton       | Tony Christie                                     | Don't Go Down To Reno         | René Shuman werd tweede dit jaar. Satisfy, die dat jaar derde werd, had een Top 40-hit behaald met For the longest time.                                                                      |
| 1987 | Peter Douglas      | Frank Sinatra                                     | New York, New York            | |
| 1988 | Jos Van den Brom   | John Denver                                       | Leaving on a Jet Plane        | Desirée "Desray" Manders maakte haar tv-debuut. De legendarische finale waarin men kon stemmen via een 06-nummer, maar omdat er te veel gestemd werd, lag het hele telefoonnet stil.          |
| 1989 | Carina Bos         | Roy Hamilton/Timi Yuro                            | Hurt                          | Timeless (Tavares, werd tweede), Helmut Lotti (Elvis Presley, werd derde), Angelique Koorndijk en Tonny Bakker (Scorpions - Still loving you) deden ook mee, Laatste Soundmixshow bij de KRO. |
| 1990 | Marco Borsato      | Billy Vera                                        | At This Moment                | Eerste Soundmixshow bij RTL 4. Fons Spooren (Willy Caron, Im Prater blüh’n wieder die Baüme) werd tweede.                                                                                     |
| 1991 | Jorge Castro       | Luciano Pavarotti                                 | Caruso                        | |
| 1992 | Nhelly Dela Rosa   | Shirley Bassey                                    | This Is My Life               | |
| 1993 | Ellen Fransz       | Whitney Houston                                   | I Will Always Love You        | Het jaar van Kees Versluys en zijn bloedende hoofd. Bryan B was finalist als Luther Vandross. De latere kok Rudolph van Veen deed ook mee.                                                    |
| 1994 | Glennis Grace      | Whitney Houston                                   | One Moment in Time            | |
| 1995 | Arno Kolenbrander  | Simon Bowman (uit de musical Miss Saigon)         | Why God, Why                  | Tooske Ragas nam ook deel aan deze editie. |
| 1996 | Edsilia Rombley    | Oleta Adams                                       | I Just Had To Hear Your Voice | William Janz (Julio Iglesias - por un poco de tu amor) nam ook deel aan deze editie. In 2019 doet hij mee aan Spain’s Got Talent.                                                             |
| 1997 | Mary Ann Morales   | Lea Salonga (uit de musical Miss Saigon)          |                               | |
| 1998 | Cherwin Muringen   | Seal                                              | Kiss from a Rose              | Floortje Smit (Mariah Carey - Hero) nam ook deel aan deze editie. |
| 1999 | Erna Hemming       | Emma Shapplin                                     | Spente Le Stelle              | |
| 2000 | Bart Schwertmann   | Ian Gillan (uit rockopera Jesus Christ Superstar) | Ghetsemane                    | Jeffrey Schröder werd 2e in de finale als Ronan Keating met het nummer When You Say Nothing At All                                                                                            |
| 2001 | Mary Amora         | Tina Turner                                       | River Deep – Mountain High    | |
| 2002 | Valerie Dwarkasing | Alicia Keys                                       | Fallin'                       | Hind en Tino Martin namen ook deel aan deze editie. |

### Trivia
- Het Henny Huisman-effect of Henny Huisman-syndroom is de benaming voor een situatie waarbij het landelijke telefoonnet plat gelegd wordt door een plotselinge overbelasting. Dit effect trad op tijdens de finale van de Soundmixshow in 1988 waarbij Huisman de kijkers opriep om telefonisch te stemmen voor een kandidaat. Toentertijd keken er ruim zes miljoen mensen naar dit programma; een miljoen mensen pakten de telefoon.[1][2]Tijdens de finale van Big Brother in 2021 gebeurde iets soortgelijks. Hierbij kon via internet gestemd worden op de winnaar. Er waren drie finalisten, Jill, Nick en Liese. Nadat Liese afviel, werden de tellers weer op 0 gezet en moest er voor het bepalen van de winnaar opnieuw gestemd worden. Toen werd er zo massaal gestemd dat de servers overbelast raakten en mensen niet meer konden stemmen. Daarom heeft de notaris uiteindelijk aan de hand van de laatste tussenstand de winnaar van Big Brother 2021 moeten bepalen. Dat werd bewoonster Jill.[3]
- Vanaf 1989 konden de mensen niet meer stemmen op hun kandidaat door te bellen, maar werden vanuit de studio willekeurige mensen gebeld door studenten, dit om overbelasting van het net zoals gebeurd in 1988 te voorkomen.
- De Soundmixshow zond op 27 april 2002 ook een lijsttrekkersdebat uit. Dit was een eenmalige samenwerking met het RTL Nieuws.
- Gerard Joling haalde de finale in het eerste seizoen, en zat datzelfde seizoen tijdens de regionale voorrondes in de jury.[bron?]

## België
In België werd de Soundmixshow uitgezonden door VTM. De presentatie was in handen van Bart Kaëll. In 1996 werd een seizoen lang De Nieuwe Soundmixshow uitgezonden op VT4 met als presentator Jo De Poorter.

### Lijst van winnaars
| Jaar | Artiest             | Originele uitvoerende  | Lied                 | Aanvullende informatie                                                                              |
| ---- | ------------------- | ---------------------- | -------------------- | --------------------------------------------------------------------------------------------------- |
| 1989 | Wim Peelman         | Scott Walker           | Jackie               | Yasmine nam deel                                                                                    |
| 1990 | Lisa del Bo         | Vaya Con Dios          | What's a Woman       | Garry Hagger en Gene Thomas waren deelnemers                                                        |
| 1991 | Danny Supply        | The Righteous Brothers | Unchained Melody     | Christoff De Bolle was een deelnemer                                                                |
| 1992 | Jan Van den Bossche | Gerard Joling          | Corazon              | |
| 1993 | Wim Dekoker         | John Denver            | Calypso              | Xandee was een deelnemer                                                                            |
| 1994 | Bianca Boets        | Andrea McArdle         | Tomorrow             | Frank Galan was een deelnemer                                                                       |
| 1995 | George Darmoise     | Tom Jones              | Delilah              | Garry Hagger was opnieuw een deelnemer en werd tweede in de finale                                  |
| 1997 | Sarah De Koster     | Alanis Morissette      | You Oughta Know      | Schatteman & Couvreur namen samen deel en werden tweede in de finale. Kim Kay was ook een deelnemer |
| 1998 | Esther Sels         | Janet Jackson          | Together Again       | Kathleen Aerts was deelnemer en werd derde in de finale.                                            |
| 1999 | Willy Goossens      | Gilbert Bécaud         | Et Maintenant        | |
| 2000 | Sonny Oroir         | Céline Dion            | Because You Loved Me | Winnares Sonny Oroir won ook de Europese Soundmixshow in 2001                                       |